# زولطان فريدمانسكي
زولطان فريدمانسكي (بالمجرية: Friedmanszky Zoltán)‏ (مواليد 22 أكتوبر 1934) هو لاعب كرة قدم. يلعب مع منتخب المجر لكرة القدم. سبق له أن لعب في كأس العالم لكرة القدم مع منتخب بلاده.

## روابط خارجية
- زولطان فريدمانسكي على موقع الاتحاد الدولي (مؤرشف)  (الإنجليزية)
- زولطان فريدمانسكي على موقع قاعدة بيانات كرة القدم.إي يو (الإنجليزية)
- زولطان فريدمانسكي على موقع Soccerway.com (الإنجليزية)
- زولطان فريدمانسكي على موقع عالم كرة القدم.نت (الإنجليزية)